# العلاقات الأمريكية الروسية
العلاقات الأمريكية الروسية هي العلاقات الثنائية بين الحكومة الأمريكية والحكومة الروسية.

## تاريخ العلاقات بين روسيا والولايات المتحدة في القرنين 18 و19
بدأ التجار الروس منذ اواسط القرن السابع عشر بممارسة التجارة بنشاط في أراضي أمريكا الشمالية وفي جزر المحيط الهادئ وشبه جزيرة ألاسكا وفي أراضي ولايات كاليفورنيا واوريغون وواشنطن الحالية، واسسوا مراكز سكنية ومدنا خاصة بهم اطلقت عليها تسمية «أمريكا الروسية». وفي عام 1799 شيد الكسندر بارانوف رئيس الجاليات الروسية في أمريكا حصنا على جزيرة ارخبيل الكسندر وبنى إلى جانبه مدينة نوفوارخانغلسك (مدينة سيتكا حاليا) التي أصبحت في عام 1808 عاصمة المستوطنات الروسية في القارة الأمريكية.
جرى أول اتصال روسي – أمريكي على ارفع مستوى حين التقى القيصر بطرس الأكبر مع وليام بين مؤسس المستوطنة البريطانية بنسلفانيا في أمريكا في عام 1698 والذي يعتبر في الواقع أحد مؤسسي الدولة التي أصبحت فيما بعد الولايات المتحدة الأمريكية. وناقش الارستقراطي البريطاني مع القيصر الروسي فكرة نظام الدولة العادل.
وفي الواقع ساعدت روسيا على أن تكسب الولايات المتحدة الاستقلال حين رفضت تقديم المعونة العسكرية إلى بريطانيا من اجل إخماد الانتفاضة التي اندلعت في عام 1775 في 13 مستعمرة بريطانية في أمريكا واعلنت روسيا حيادها لاحقا.
وجرى تبادل السفراء بين الدولتين في عام 1809. وكان الشاغل الرئيسي للسفراء هو معالجة القضايا المتعلقة بالاساكا والممتلكات الروسية الأخرى في أمريكا والتي تم بيعها في عام 1867 إلى الولايات المتحدة. وفي الفترة من 1842 إلى 1851 كان المهندسون الأمريكيون المستشارين الرئيسيين لمد طريق السكك الحديدية بين موسكو وبطرسبورغ. وشارك الخبراء الأمريكيون في مد أولى خطوط التلغراف في روسيا.
وفي عام 1900 افتتحت الشركة الشرقية-الآسيوية الروسية خط الملاحة لنقل الركاب المنتظم مع القارة الأمريكية، وكانت بواخر هذه الشركة تقوم برحلات في كل 10 أيام في «خط الملاحة الروسي – الأمريكي».
وفي أثناء الحرب العالمية الأولى التي بدأت في عام 1914 دعمت الولايات المتحدة بلدان انتانتا – تكتل البلدان الذي ضم روسيا أيضا. وبعد قيام ثورة عام 1917 في روسيا رفضت الدولة الأمريكية الشمالية الاعتراف بحكومة البلاشفة التي استولت على السلطة وقدمت الدعم إلى الجيش الأبيض الذي حارب السلطة الجديدة بتزويده بالمال والمواد الغذائية. وفي اعوام 1918–1920 شاركت القوات الأمريكية سوية مع قوات بريطانيا وفرنسا واليابان في التدخل العسكري في شرق وشمال روسيا.

## العلاقات بين الولايات المتحدة والاتحاد السوفيتي
كانت الولايات المتحدة في مطلع الثلاثينيات من القرن العشرين الدولة الكبرى الوحيدة التي لم تعترف بالاتحاد السوفيتي حيث كانت تطلب كشرط مسبق لذلك تسديد جميع الديون وتعويض ارباب الأعمال الأمريكيين عن الاضرار التي لحقتهم بنتيجة مصادرة ممتلكاتهم بعد الثورة.ومع ذلك فأن الاهتمام المتبادل في تنسيق افعال البلدين بسبب توسع العدوان الياباني في الشرق الأقصى قد أدى إلى إقامة العلاقات الدبلوماسية بين الاتحاد السوفيتي والولايات المتحدة في عام 1933.
لكن التعاون الاقتصادي السوفيتي – الأمريكي بدأ تطوره منذ عام 1920 بالرغم من عدم وجود علاقات دبلوماسية بين البلدين.
وقام بوظائف المبعوث السوفيتي والممثل التجاري الفعلي في أمريكا لودفيغ مارتينس الذي أسس «شركة المساعدات الفنية إلى روسيا السوفيتية». وفي عام 1923 أصبحت الشركة الأمريكية المتحدة «الاميريكو» الممثل التجاري الرئيسي للاتحاد السوفيتي في الولايات المتحدة الأمريكية.
وقام رجل الأعمال الأمريكي ارمان هامر بتوريد القمح إلى الاتحاد السوفيتي مقابل الفرو والكافيار الأسود والنفائس الفنية والمجوهرات. وفي عام 1926 جرى بمبادرة منه بناء معمل لصنع الأقلام الرصاص في الاتحاد السوفيتي. وفي الفترة اللاحقة جرى في الاتحاد السوفيتي بمشاركته شخصيا بناء مصنع لإنتاج الامونيا (عام 1979) وكذلك مد خط انابيب نقل الامونيا«تولياتي- اوديسا». وفي عام 1922 قام هامر بدور ممثل شركة «فورد» في موسكو. علما ان الشركات التي كانت تتعاطى تسويق سيارات الشركة كانت موجودة في روسيا قبل الثورة. واشترت الحكومة السوفيتية كمية كبيرة من شاحنات وجرارات الشركة وتلقى الاختصاصيون السوفيت التدريب في مصنع هنري فورد. وشيد بمساعدة خبراء مصنع «فورد» في ضواحي مدينة نيجني – نوفغورود أول مصنع للسيارات في الاتحاد السوفيتي وهو مصنع تجميع السيارات رقم 1 الذي تحول فيما بعد إلى المصنع العملاق «غاز».
وفي عام 1930 احتل الاتحاد السوفيتي المرتبة الأولى ومن ثم في عام 1931 المرتبة الأولى في استيراد السيارت والمعدات من الولايات المتحدة. لكن واشنطن فرضت القيود المجحفة على الصادرات إلى الاتحاد السوفيتي بعد أن اتهمته بالتدخل في شئونها الداخلية. وجرى في الولايات المتحدة أيضا شن حملة ضد الحركة الشيوعية والاشتراكية وفرض الحظر على نشاط المنظمات اليسارية وابعد من البلاد الأشخاص الذين اعتبرتهم السلطات من ذوي الخطر عليها.

## التعاون في فترةالحرب العالمية الثانية
انضم الاتحاد السوفيتي والولايات المتحدة في أثناء الحرب العالمية الثانية إلى الائتلاف المعادي لهتلر.
وفور الغزو الألماني للاتحاد السوفيتي في يونيو/حزيران عام 1941 اعلنت الولايات المتحدة وبريطانيا عن دعمهما للأتحاد السوفيتي واخذتا تقدمان المساعدات الاقتصادية اليه. واعد في الولايات المتحدة البرنامج الحكومي «ليند – ليز» الذي قدمت الولايات المتحدة بموجبه المساعدات من ذخيرة ومعدات ومواد غذائية وخامات إستراتيجية ومنها مشتقات النفط إلى حليفاتها. وكانت قوافل السفن الأمريكية والبريطانية تتعرض إلى اخطار كبيرة لأن البوارج والغواصات الألمانية كانت تتابعها بنشاط في البحار والمحيطات. وارسلت من موانئ إنجلترا واسكتلندا وآيسلندا إجمالا إلى ميناء مورمانسك وغيره من الموانئ الشمالية السوفيتية 42 قافلة (722 شحنة نقل) وايابا 36 قافلة. ووصلت إلى هناك 682 سفينة بينما اغرق الالمان 85 سفينة.وعادت 31 سفينة إلى ميناء المنشأ دون تحقيق هدفها. وبقيت طي الكتمان حتى وقت قريب الخطوط الأخرى لنقل المساعدات مثل تحليق اسراب الطائرات من ألاسكا إلى تشوكوتكا ومنها إلى كراسنويارسك والقوافل البحرية في المحيط الهادئ والبرية عبر إيران التي احتلت في اعوام الحرب كليا أو جزئيا من قبل القوات البريطانية والسوفيتية. وحصل الاتحاد السوفيتي عبر هذه المسارات على ما يربو على 70 بالمائة من حمولات برنامج «ليند-ليز».
وبلغت قيمة الحمولات عبر «ليند-ليز» إجمالا حوالي 1 ر50 مليار دولار، قدم 3 ر11 مليار دولار منها إلى الاتحاد السوفيتي. وجرت مرارا إعادة جدولة حساب الديون عن المساعدات الأمريكية اليه، وبعد تفكك الاتحاد السوفيتي تم تحويلها إلى روسيا وقدرت في عام 2003 بحوالي 100 مليون دولار.
في 11 يونيو عام 1942 وقعت بواشنطن الاتفاقية السوفيتية –الأمريكية حول المبادئ المعتمدة لدى المساعدة المتبادلة في أثناء الحرب ضد العدوان. وقد أصر الاتحاد السوفيتي على افتتاح «الجبهة الثانية» أي دخول القوات الانجلو-أمريكية في الحرب ضد ألمانيا في أوروبا الغربية، وتم الاتفاق في أثناء المفاوضات بين الاتحاد السوفيتي وبريطانيا والولايات المتحدة على أن يتم افتتاحها في أوروبا في عام 1942. اما في الواقع فان حلفاء الاتحاد السوفيتي قاموا بتأجيل العمليات القتالية في أوروبا إلى أقصى أجل ممكن في البداية في عام 1943 ومن ثم في عام 1944. وتم الاتفاق النهائي على افتتاح الجبهة الثانية في مايو /أيار عام 1944 في مؤتمر طهران الذي عقد في عام 1943 وشارك فيه زعماء الاتحاد السوفيتي وبريطانيا والولايات المتحدة. حقا ان الجبهة الثانية افتتحت فقط في 6 يونيو/حزيران عام 1944 حين جرى إنزال القوات الانجلو-بريطانية في نورماندي بشمال فرنسا والقوات الأمريكية في جنوب فرنسا في 15 أغسطس/آب.
واستمرت الاتصالات على ارفع مستوى بين الاتحاد السوفيتي والولايات المتحدة في مؤتمر يالطا (4 – 11 فبراير/شباط عام 1945) ومؤتمر بوتسدام (17 يوليو/تموز – 2 أغسطس/آب عام 1945)، حيث ثبتت أسس النظام العالمي بعد الحرب.

## الحرب الباردة
كان برنارد باروخ مستشار رئيس الولايات المتحدة هو الذي استخدم لأول مرة يوم 16 أبريل / نيسان عام 1947 مصطلح «الحرب الباردة» الذي كان يعني المجابهة العالمية والجيوسياسية والاقتصادية والايديولوجية بين الولايات المتحدة وحلفائها من جهة والاتحاد السوفيتي وحلفائه من جهة أخرى، ويرى الكثير من المؤرخين ان خطاب ونستون تشرشل المشهور – علما انه لم يكن يشغل حينذاك منصب رئيس الوزراء البريطاني - الذي القاه بمدينة فولتن بولاية ميسوري الأمريكية والذي طرح فيه فكرة تشكيل حلف عسكري للدول الانجلوسكسونية بهدف مكافحة الشيوعية العالمية يعتبر البداية الشكلية للحرب الباردة.
وبدأت المجابهة في منتصف الاربعينات من القرن الماضي وانتهت بتفكك الاتحاد السوفيتي في مطلع التسعينات.
وقد اثبت كل من الولايات المتحدة والاتحاد السوفيتي مجالين لنفوذهما بتشكيل الكتلتين السياسيتين العسكريتين، وهما حلف شمال الأطلسي أو الناتو الذي تم تشكيله عام 1949 ومنظمة معاهدة وارسو (1955–1991).
ظهرت أول تناقضات بين الحلفاء في التحالف المضاد لهتلر في أعقاب الحرب العالمية الثانية حين خرج الاتحاد السوفيتي من عملية المباحثات لدعمه فكرة وحدة ألمانيا. فيما خشيت كل من الولايات المتحدة وبريطانيا وفرنسا توسع النفوذ السوفيتي على دول أوروبا، وقامت بدمج مناطق الاحتلال الثلاث في إلمانيا ضمن منطقة واحدة ودعت إلى إجراء الانتخابات هناك وتشكيل حكومة. وفي عام 1949 تم اعتماد الدستور في تلك المناطق. هكذا نشأت جمهورية ألمانيا الاتحادية. وبعد مضي فترة قصيرة تم إعلان جمهورية ألمانيا الديموقراطية في منطقة الاحتلال السوفيتية. ومنذ ذلك الحين أصبحت أرض البلاد المقسمة حلبة للمواجهة بين المصالح والاستخبارات. ثمة واقعة تعتبر أكثر إثارة، وهي حفر نفق تحت أرض برلين المقسمة إلى القسمين السوفيتي والغربي في عام 1953 من قبل عملاء وكالة المخابلرات المركزية الأمريكية وشركائهم من جهازالاستخبارات البريطانية «مي -6». وذلك بغية التصنت على الاتصال الهاتفي العسكري السوفيتي. لكن المخابرات السوفيتية (كي جي بي) حصلت على معلومات تكشف عن هذا المشروع، وبدأت بتزويد زملائها الغربيين بمعلومات مزيفة. وفي عام 1956 عقدت السلطات السوفيتية مؤتمرا صحفيا كشفت فيه هذه الفضيحة.
أدت الاختلافات الايديولوجية بين الاتحاد السوفيتي والولايات المتحدة بعد انتهاء الحرب العالمية الثانية بقليل إلى حدوث مواجهة حقيقية حيث تنامى الوزن السياسي للأتحاد السوفيتي وظهر عدد كبير من الدول السائرة في النهج الاشتراكي في أوروبا الشرقية ومن ثم في آسيا وأفريقيا وأمريكا اللاتينية مما أدى إلى تنامي المخاوف في البلدان الغربية (ولاسيما في الولايات المتحدة وبريطانيا). وبدأت في الولايات المتحدة نفسها هستيريا معاداة الشيوعية أي ما يسمى «صيد الأشباح». لكن لم تحدث عمليات عسكرية رسميا بين الاتحاد السوفيتي والولايات المتحدة. فيما أصبحت النزاعات المسلحة التي اندلعت في العالم أجمع ميدانا للمواجهة بين الدولتين. وفي أثناء الحرب في شبه جزيرة كوريا في اعوام 1950–1953 قدم الاتحاد السوفيتي المساعدة العسكرية إلى كوريا الشمالية بينما قدمت الولايات المتحدة مساعدتها إلى كوريا الجنوبية.الأمر الذي أدى فيما بعد إلى انقسام البلاد على أساس ايديولوجي والذي لا يزال قائما لحد الآن. ووجدت الولايات المتحدة نفسها بدعمها لحكومة جنوب فيتنام منجرة إلى الحرب الأهلية في هذه البلاد الآسيوية. وكان الاتحاد السوفيتي يقدم المساعدة إلى فيتنام الشمالية التي دعمت بدورها حركة المقاومة في جنوب البلاد التي كانت تواجه الدكتاتورية والاحتلال الأجنبي.
أصبحت الحروب العربية الإسرائيلية أيضاً مجالا للصراع بين الأسلحة السوفيتية والأمريكية الصنع. وكان الاتحاد السوفيتي يرسل اسلحته إلى الدول العربية ويقوم باعداد الخبراء العسكريين. اما الولايات المتحدة فكانت تمارس السياسة نفسها حيال إسرائيل.
وكان التنافس المستمر بين الاتحاد السوفيتي والولايات المتحدة يتسبب أحيانا في تغير في توجهات بعض الدول العربية. وعلى سبيل المثال بدأت مصر بممارسة سياسة الانفتاح بعد الحصول على تعهدات أمريكية بتقديم المساعدة لها. وأدت هذه السياسة إلى انسحاب المستشارين والخبراء السوفيت من هذا البلد في منتصف السبعينات. ثمة مثال آخر. فان العراق الذي كان مقرا لمنظمة المعاهدة المركزية المبنية على أساس حلف بغداد صار يميل إلى التقارب مع الاتحاد السوفيتي بعد قيام ثورة عام 1958 وخروج البلاد من الحلف عام 1959.

## سباق التسلح وأزمة كوبا
أهم ما اتصفت به الحرب الباردة هو سباق التسلح. وبحلول عام 1945 صنعت الولايات المتحدة السلاح النووي. فيما حصل عليه الاتحاد السوفيتي في عام 1949 فقط. وبات الجيشان الأمريكي والسوفيتي يمتلكان السلاح النووي الحراري في عامي 1952 و1953. كانت كلتا الدولتين تنفقان أموالا طائلة على الصناعة الحربية. وكان يمكن أن تتحول الحرب العالمية الثالثة إلى واقع.
وأصبحت أزمة الكاريبي عام 1962 من أكثر الاحداث شهرة حيث كان العالم على وشك وقوع كارثة. وسبقت الازمة واقعتان. اولهما هي ثورة عام 1959 في كوبا والتي اوصلت إلى الحكم نظام بدأ يتقارب بعد فترة مع الاتحاد السوفيتي، وثانيهما نشر الولايات المتحدة الصواريخ المتوسطة المدى في تركيا، الأمر الذي شكل خطرا مباشرا على المدن الواقعة في غرب الاتحاد السوفيتي، بما فيها موسكو والمراكز الصناعية الكبرى.
وبدأت الازمة في 14 أكتوبر/تشرين عام 1962 حين اكتشفت طائرة استطلاع أمريكية في كوبا الصواريخ المتوسطة المدى السوفيتية الصنع من طراز «ار-12» و«ار-14». وفي 22 أكتوبر/تشرين الأول توجه الرئيس الأمريكي جون كنيدي إلى الشعب واعلن وجود السلاح الهجومي السوفيتي في كوبا، مما اسفر عن وقوع ذعر بين سكان الولايات المتحدة. وقامت الولايات المتحدة بفرض الحصار على كوبا. وكانت تناقش آنذاك احتمالات القصف المكثف لهذه البلاد. لم تثر الإنذارات الأخيرة التي وجهتها الولايات المتحدة الا استياء الاتحاد السوفيتي. الأمر الذي اوصل العالم إلى شفير الحرب العالمية الثالثة. وعلى الرغم من أن الجانبين وجدا أخيراً حلاً وسطاً وافق الاتحاد السوفيتي بموجبه على سحب الصواريخ من كوبا مقابل سحب الصواريخ الأمريكية من تركيا، بينت ازمة الكاريبي التي استمرت 38 يوما، الحد الذي يمكن أن تصل اليه البشرية للقضاء على نفسها. وغدا انفراج الازمة منعطفا في تاريخ الحرب الباردة وبداية للانفراج الدولي.

## التعامل في مجال نزع السلاح
منذ 31 أغسطس/آب عام 1963 بدأ يعمل خط الاتصال الساخن بين الاتحاد السوفيتي والولايات المتحدة. وفي عام 1963 وقعت الولايات المتحدة والاتحاد السوفيتي وبريطانيا العظمى معاهدة موسكو لحظر التجارب النووية في الجو والفضاء الكوني وتحت الماء.
وفي عام 1968 وقع كل من الاتحاد السوفيتي والولايات المتحدة مع الدول الأخرى معاهدة حظر انتشار السلاح النووي. وفي 30 سبتمبر/ايلول عام 1971 تم توقيع الاتفاقية الخاصة باجراءات الحد من خطر نشوب الحرب النووية بين الاتحاد السوفيتي والولايات المتحدة التي نصت على تقديم إبلاغات عن وقوع حوادث لها علاقة بالسلاح النووي عبر خط الاتصال الساخن. واستمرارا في ممارسة هذا النهج تم التوقيع في 22 يونيو/حزيران عام 1973 على اتفاقية درء وقوع الحرب النووية بين الاتحاد السوفيتي والولايات المتحدة. وأكد الجانبان في هذه الوثيقة ان هدف سياستهما هو ازالة خطر الحرب النووية واستخدام السلاح النووي.
في نوفمبر/تشرين الثاني عام 1969 بدأت في هلسنكي أول مباحثات في تاريخ العلاقات السوفيتية الأمريكية حول تقليص الأسلحة الإستراتيجية. وسبقت المباحثات اتصالات سرية أجراها رئيس الوزراء السوفيتي آنذاك ألكسي كوسيگن مع قيادة الولايات المتحدة وبصورة خاصة مع روبرت ماكنمارا وزير الدفاع الأمريكي. وتقارب موقفا الجانبين أثناء المباحثات، الأمر الذي أدى إلى توقيع الاتفاقيات السوفيتية الأمريكية الأولى في هذا المجال يوم 26 مايو/آيار عام 1972، وبينها معاهدة الحد من نشر منظومات الدرع الصاروخية والاتفاقية المؤقتة الخاصة ببعض الإجراءات الرامية إلى الحد من الأسلحة الإستراتيجية الهجومية.

## القمم الروسية الأمريكية

### بدء الانفراج الدولي
جرت أول زيارة رسمية في تاريخ العلاقات السوفيتية الأمريكية قام بها نيكيتا خروشوف زعيم الحزب الشيوعي السوفيتي ورئيس الحكومة السوفيتية إلى الولايات المتحدة في 15 – 27 سبتمبر 1959 وتزامنت مع انعقاد دورة الجمعية العامة لهيئة الأمم المتحدة.
والتقى خروشوف عدة مرات في أثناء هذه الزيارة بدوايت أيزنهاور رئيس الولايات المتحدة. وأعلن الجانبان في بيانهما المشترك الصادر في 28 سبتمبر/ايلول ضرورة حل المسائل المتنازع عليها خلف طاولة المباحثات وبطرق سلمية ودون استخدام القوة. اما محاولة الوفد السوفيتي مناقشة موضوع الاقتراحات الخاصة بنزع السلاح الشامل التي طرحها نيكيتا خروشوف في خطابه بالجمعية العامة للامم المتحدة يوم 18 سبتمر/ايلول فقبلها الجانب الأمريكي بنوع من البرودة. وأصبحت القضية الألمانية حجر عثرة في المباحثات. ودعا الاتحاد السوفيتي إلى توقيع اتفاقية سلام بين جمهورية ألمانيا الاتحادية وجمهورية ألمانيا الديموقراطية. لكن في حال توقيع مثل هذه المعاهدة مع ألمانيا الشرقية كان من الضروري طرح مشكلة الوضع القانوني لبرلين الغربية بصفتها جيبا داخل ألمانيا الشرقية ومنطقة محتلة من قبل القوات الغربية، الأمر الذي كان يمكن أن يؤدى إلى وقوع نزاع بسبب ان المعاهدة المفترضة كان من شأنها ان تقضي بحصار برلين الغربية. ولذلك تم تأجيل النظر في هذه المسألة. وتقرر عقد قمة بهذا الخصوص في 16 مايو 1960. لكن في 1 مايو 1960 تم إسقاط طائرة تجسس أمريكية في اجواء مدينة سڤردلوڤسك (يكاترينبورگ حالياً) السوفيتية، مما أدى إلى إفشال القمة.
إلى جانب مناقشة المسائل السياسية أبدى خروشوف أثناء زيارته للولايات المتحدة اهتماما بنجاحات الاقتصاد الأمريكي حيث زار عشرات الشركات والمزارع الأمريكية، بينها مزرعة الذرة التي أثارت داعجاب الزعيم السوفيتي. الذي باشر بعد عودته إلى الوطن بترويج خبرة زراعة الذرة. فطرح شعار «الذرة هي ملكة الحقول الروسية».
وفي أكتوبر/تشرين الأول عام 1960 زار خروشوف الولايات المتحدة مرة ثانية بصفة رئيس الوفد السوفيتي إلى الجمعية العامة للامم المتحدة. وتضمن خطابه في الأمم المتحدة دعوات إلى نزع السلاح الشامل والقضاء الفوري على الاستعمار وقبول الصين في هيئة الأمم المتحدة. وتميزت هذه الدورة للجمعية العامة بان خروشوف نزع فردة حذاءه وبدأ يطرق الطاولة بها للتعبير عن عدم موافقته على كلام أحد الخطباء.
وفي يونيو/حزيران عام 1961 التقى خروشوف بالرئيس الأمريكي جون كنيدي وعاد يطرح مطالبه تجاه برلين. وصارت السياسة الخارجية السوفيتية تتصف بالشدة طيلة صيف عام 1961. وتمخض اشتداد السياسة هذا عن خرق الاتحاد السوفيتي لحظر تجارب السلاح النووي الذي كان قد اعلنه منذ 3 سنوات فاجرى سلسلة من التفجيرات النووية.
كان ريتشارد نيكسون أول رئيس للولايات المتحدة في تاريخ العلاقات الثنائية قام بزيارة رسمية إلى الاتحاد السوفيتي. وجرت الزيارة في 22- 30 مايو/آيار عام 1972. ووقع رئيس الولايات المتحدة خلال لقائه بليونيد بريجنيف الامين العام للحزب الشيوعي السوفيتي عددا من وثائق التعاون الثنائي وبصورة خاصة معاهدة الحد من نشر منظومات الدرع الصاروخية والاتفاقية المؤقتة الخاصة ببعض الإجراءات في مجال الحد من الأسلحة الإستراتيجية الهجومية، وكذلك اسس العلاقات المتبادلة بين الاتحاد السوفيتي والولايات المتحدة، ناهيك عن تحديد بعض التدابير الرامية إلى تطوير التجارة وغيرها من العلاقات الاقتصادية.
هذا وقام ليونيد بريجنيف الامين العام للحزب الشيوعي السوفيتي في يوليو/ تموزعام 1973 بزيارة واشنطن حيث تم توقيع عدد من الاتفاقيات الجديدة. لكن في أكتوبر/تشرين الأول شهدت العلاقات السوفيتية الأمريكية مزيدا من المشاكل من جراء نشوب الحرب (حرب أكتوبر 1973) بين إسرائيل والدول العربية. وتلقى نيكسون معلومات عن احتمال تدخل الاتحاد السوفيتي في الحرب. فاصدر امرا بوضع الوحدات الأمريكية الإستراتيجية والتكتيكية في حالة التأهب. وتمت تسوية الازمة بعد توقيع اتفاقية وقف إطلاق النار بين الدول العربية وإسرائيل.
وبعد استقالة نيكسون تمسك الرئيس الأمريكي الجديد جيرالد فورد بنهج الانفراج. وقام الاتحاد السوفيتي والولايات المتحدة في عام 1975 بتحقيق البرنامج الفضائي المشترك «سيوز – ابولو». وفي مايو/آيار عام 1976 وقعت في واشنطن اتفاقية التجارب النووية تحت الأرضية المحققة للأغراض السلمية.
هذا والتقى جيرالد فورد بليونيد بريجنيف مرتين، وذلك في مدينة فلاديفوستوك الروسية عام 1974 حيث تم التنسيق في كافة القيود الناجمة عن معاهدة الحد من الأسلحة الاستراتيجة وفي مدينة هلسنكي عام 1975 حيث تم توقيع اتفاقية الأمن والتعاون في أوروبا. واثارت سياسة الانفراج نقدا لاذعا من قبل الجناح اليميني للحزب الجمهوري الأمريكي الذي اتهم فورد بانه ثبت في واقع الأمر هيمنة الاتحاد السوفيتي على أوروبا الشرقية، الأمر الذي تسبب في وقوع موجة برودة في العلاقات السوفيتية الأمريكية وخاصة بعد بدء الحرب في أفغانستان.
«بيرسترويكا» (إعادة البناء) للعلاقات السوفيتية الأمريكية
عند صعود الامين العام الجديد للحزب الشيوعي السوفيتي ميخائيل غورباتشوف إلى السلطة في الكرملن وإعلانه نهج الـ«بيرسترويكا» اكتسبت السياسة الخارجية للاتحاد السوفيتي ملامح الانفتاح الأكثر والتوجه نحو إقامة التعاون مع دول العالم الأخرى.
في 19-21 نوفمبر/تشرين الثاني عام 1985 عقد في جنيف لقاء غورباتشوف بالرئيس الأمريكي رونالد ريغان. ونوقشت أثناء القمة المسائل الرئيسية للعلاقات السوفيتية الأمريكية والوضع الدولي الراهن.
والتقى ميخائيل غورباتشوف بصفته أول رئيس للاتحاد السوفيتي تم انتخابه في مارس/آذار عام 1990 برئيس الولايات المتحدة جورج بوش الأب خلال زيارة الدولة التي قام بها إلى الولايات المتحدة في 30 مايو/آيار – 5 يونيو/حزيران عام 1990. وتم خلال الزيارة توقيع رزمة من الوثائق ضمت اتفاقية اتلاف السلاح الكيميائي وعدم تصنيعه والتدابير الرامية إلى المساهمة في عقد الاتفاقية المتعددة الجوانب حول حظر السلاح الكيميائي واتفاقية العلاقات التجارية واتفاقية التعاون العلمي التقني في مجال الاستخدام السلمي للطاقة الذرية.
هذا والتقى أول رئيس في روسيا الاتحادية بوريس يلتسين برئيس الولايات المتحدة جورج بوش الأب في 1 فبراير/شباط عام 1992 في كامب ديفيد حيث أعلن رسميا انتهاء الحرب الباردة وتم توقيع البيان الذي ثبت صيغة جديدة للعلاقات الروسية الأمريكية.
في 3-5 يونيو/حزيران عام 2000 عقد في موسكو أول لقاء بين رئيس روسيا الاتحادية فلاديمير بوتين ورئيس الولايات المتحدة الأمريكية بيل كلينتون. ووقع زعيما الدولتين في أثناء المباحثات بعض الوثائق، بينها البيان المشترك حول مبادئ الاستقرار الاستراتيجي والمذكرة حول الاتفاق الروسي الأمريكي على إنشاء المركز المشترك الخاص بتبادل المعلومات الواردة من منظومات الإنذار المبكر والإبلاغ عن إطلاق الصواريخ.
في 6 أبريل 2008 عقد في مدينة سوتشي الروسية لقاء رئيس روسيا المنتخب دميتري مدفيديف بالرئيس الأمريكي جورج بوش الابن الذي وصل إلى سوتشي في 5 أبريل/نيسان بزيارة استغرقت يومين.
اوصلت الـ«برسترويكا» وما اعقبها من مميزات عصر بوريس يلتسين العلاقات بين البلدين إلى مستوى جديد. ولكن اعترف المسؤولون الروس الكبار فيما بعد بخيبة آمالهم، إذ ان موسكو التي ضعفت نتيجة تفكك الاتحاد السوفيتي تنازلت امام الغرب وبالدرجة الأولى امام الولايات المتحدة الأمريكية في اتجاهاتلكثيرة دون ان تحصل على أي بديل عملي، فيما تزايد النقد حيالها من طرف الغرب وخاصة فيما يتعلق بحملة مكافحة الإرهاب في الشيشان، الامر الي ادى إلى وقوع توتر في العلاقات بين موسكو وواشنطن وخاصة في مسائل مثل العلاقات بين روسيا والناتو والاختلاف في الاراء إزاء الوضع في الجمهوريات السوفيتية السابقة. وتفاقم الوضع في فترة رئاسة جورج بوش الابن على الرغم من وجود العلاقات الشخصية الجديدة بينه وبين الرئيس بوتين.
والتقى الرئيس الروسي الجديد دميتري مدفيديف بعد توليه الرئاسة في روسيا برئيس الولايات المتحدة جورج بوش الابن في 7 يوليو/تموز عام 2008، وذلك في اطار قمة الثماني الكبار في جزيرة هوكايدو باليابان.
واشار مدفيديف إلى انه يعول على اقامة الحوار مع الولايات المتحدة في كافة المسائل سواء كان مع الإدارة الحالية في البيت الأبيض أو الإدارة القادمة. وبحسب قول الرئيس فان أكثر القضايا حدة هي قضايا الأمن الأوروبي والدرع الصاروخية.
في 1 أبريل/نيسان عام 2009 عقد لقاء الرئيس دميتري مدفيديف بالرئيس باراك اوباما الذي رسم نهجا نحو إعادة اطلاق العلاقات الروسية الأمريكية.

## العلاقات الروسية – الأمريكية في القرن 21
تعتبر العلاقات مع الولايات المتحدة من اولويات السياسة الخارجية الروسية وعاملا هاما في اشاعة الاستقرار الدولي. وقد ثبتت مبادئ حوار الشراكة الثنائي في اعلان موسكو حول العلاقات الاستراتيجية الجديدة الذي وقعه الرئيسان الروسي والأمريكي في مايو/أيار عام 2002. وحددت الاتجاهات الاولية للتعاون الثنائي وهي العمل المشترك لصالح الأمن الدولي والاستقرار الاستراتيجي ومكافحة الإرهاب الدولي ومواجهة الأخطار والتحديات الأخرى الشاملة الجديدة ودعم حل النزاعات الإقليمية وتطوير العلاقات الاقتصادية والتجارية وتوسيع الاتصالات بين الافراد.
وفي اللقاء الذي جرى في 14 – 15 يوليو/تموز عام 2006 في بطرسبورغ عشية قمة مجموعة «الثماني» صدر البيان المشترك للرئيسين الروسي والأمريكي المتعلق بالتعاون في مجال الاستخدام السلمي للطاقة الذرية ومقاومة الانتشار النووي وكذلك الإعلان المشترك حول المبادرة الشاملة في مكافحة الإرهاب النووي.
وفي ختام المباحثات التي جرت في 1 – 2 يوليو/تموز عام 2007 اصدر الرئيس فلاديمير بوتين و الرئيس جورج بوش في كينيبانكبورت (ولاية مين) البيان حول صناعة الطاقة النووية وعدم الانتشار الذي يتضمن برنامج الخطوات الملوسة في مجال تعميق التعاون الثنائي والدولي في مجال الاستخدام السلمي للطاقة الذرية بشرط الالتزام الصارم بنظام عدم الانتشار.
وفي 6 أبريل/نيسان عام 2008 صدر في ختام قمة سوتشي إعلان الاطر الإستراتيجية للعلاقات الروسية الأمريكية الذي عكس الطابع الشامل للتعاون بين روسيا و الولايات المتحدة في الاتجاهات الرئيسية بهدف ضمان التواصل المستقر في المستقبل. وتتضمن الوثيقة بصورة موجزة ما تم تحقيقه في الأعوام الأخيرة في مجال الأمن وعدم الانتشار ومكافحة الإرهاب وبضمنه الإرهاب النووي وتطوير الذرة في الأغراض السلمية والمضي قدما في الشراكة بمجال الاقتصاد والتجارة وصناعة الطاقة. كما عكس الإعلان الخلافات الجدية بين الجانبين حول بعض القضايا مثل الدفاع المضاد للصواريخ ومعاهدة تقييد القوات المسلحة في أوروبا وتوسيع الناتو وسحب الوسائل الضاربة من الفضاء والتي يجب أن يتواصل العمل في معالجتها.
وأدى دعم واشنطن للعدوان الجورجي في أغسطس/آب عام 2008 ضد قوات حفظ السلام الروسية والأهالي المسالمين في اوسيتيا الجنوبية إلى توتر العلاقات الروسية – الأمريكية.
ومع هذا بدأت ترد من واشنطن بعد أن تولت السلطة في الولايات المتحدة الإدارة الديمقراطية الجديدة أشارات حول الرغبة في إعادة التعاون الثنائي إلى مجرى العمل الطبيعي. وصدرت عن الجانب الأمريكي موضوعات حول وجوب «إعادة النظر» في العلاقات الروسية – الأمريكية والاستعداد لإقامة تعاون شامل في حل المشاكل الحيوية. وقد أعطى ذلك نبضة بناءة إلى أول لقاء شخصي بين الرئيس دميتري مدفيديف والرئيس باراك اوباما في أول أبريل/نيسان عام 2009 على هامش قمة «العشرين» في لندن. وتبادل الرئيسان الآراء حول جميع قضايا العلاقات النثائية والوضع الدولي وحددا الأولويات واجندة العمل في الفترة القريبة القادمة. وصدر بيانان مشتركان – حول المباحثات بصدد التقليص اللاحق للأسلحة الاستراتيجة الهجومية والاطر العامة للعلاقات الروسية – الأمريكية.
ويتضمن البيان المشترك حول الاطر العامة للعلاقات عمليا جميع جدول العمل الآني وثبت ليس فقط مبادئ التعاون الرئيسية (وجود مصالح مشتركة كثيرة، والتصميم على العمل المشترك من اجل تعزيز الاستقرار الاستراتيجي والامن والمواجهة المشتركة للتحديات الشاملة وتسوية الخلافات بروح الاحترام المتبادل والاعتراف بمصالح بعضهما البعض)، وكذلك اعداد المهام للمستقبل.
في فبراير 2023 ، كثفت الولايات المتحدة جهودها للضغط على دول ، بما في ذلك تركيا والإمارات ، لإنهاء الأنشطة التجارية التي تعود بالفائدة على روسيا وتسمح لها بالتهرب من العقوبات الغربية. قاومت تركيا ، العضو في الناتو ، والإمارات ، وهي حليف وثيق للولايات المتحدة ، الضغوط الغربية لفرض عقوبات على روسيا.

## القضايا العسكرية والسياسية
تجري المناقشة العامة للقضايا السياسية والعسكرية ليس على ارفع مستوى أو على مستوى الوزراء فقط، بل وفي محافل نزع السلاح التقليدي ودوائر الرقابة على التصدير والهيئات المختصة التي تشكلت في اطار المعاهدات الثنائية والدولية.
ويعار الاهتمام الرئيسي إلى قضايا الاستقرار الاستراتيجي والامن الدولي. (يمكن أن تطالعوا أيضا المرجع حول الحوار في مجال تقليص الأسلحة الإستراتيجية) وبحثت على هامش مناقشة قضايا الدفاع المضاد للصواريخ الاقتراحات الأمريكية حول تدابير تعزيز الثقة والشفافية فيما يخص منطقة التموضع الثالثة التي يخطط لأقامتها في أوروبا والتي لا تتفق عموما مع مصالح روسيا. وتتخذ إدارة اوباما موقفا متزنا أكثر حيال نشر عناصر هذه المنظومة في بولندا وتشيكيا بتركيزها على تقييم نفقات هذا المشروع واختبار قدرة المنظومة على العمل في أثناء الاختبارات الشاملة وواقعية الخطر الصاروخي من جانب إيران وضرورة إجراء مشاورات مع الحلفاء في الناتو وروسيا. وفي أثناء اللقاء بين وزير الخارجية الروسي سيرغي لافروف ونظيرته الأمريكية هيلاري كلينتون في لاهاي في 31 مارس/آذار عام 2009 سلمت إلى الأمريكيين الصيغة المجددة «للاقتراح الجامع» الذي ينص على تحليل التهديدات الصاروخية في مختلف مناطق العالم وإمكانيات إقامة منظومة متعددة الأطراف للرقابة على إطلاق الصواريخ بمشاركة روسيا والولايات المتحدة وغيرهما من الدول المعنية. (المزيد من التفاصيل فيما ادناه وعلى موقعنا).
ويجري العمل في تنفيذ الاتفاقات مع الولايات المتحدة في اطار مبادرة «مجموعة الثماني» حول الشراكة الشاملة ضد انتشار سلاح ومواد الدمار الشامل. واقيم التعاون من اجل تنفيذ القرار رقم 1540 الصادر عن مجلس الأمن الدولي بمبادرة روسيا في أبريل/نيسان عام 2004 وايدته الولايات المتحدة حول عدم انتشار سلاح الدمار الشامل وكذلك في اطار مبادرة الولايات المتحدة حول الأمن في مجال مكافحة انتشار سلاح الدمار الشامل. وفي سبتمبر/ايلول عام 2005 كان الرئيسان الروسي والأمريكي في طليعة الموقعين على الاتفاقية الدولية لمكافحة افعال الإرهاب الدولي والتي صادقت عليها الجمعية العامة لهيئة الأمم المتحدة بمبادرة من روسيا.
كما يتطور التعاون الروسي الأمريكي حول القضايا الدولية والإقليمية الآنية. وتتعاون روسيا والولايات المتحدة في المنظمات والمحافل الدولية ولاسيما في هيئة الأمم المتحدة ومجموعة «الثماني» وكذلك على الصعيد الثنائي في مجال مواجهة التحديات الجديدة للامن الدولي مثل انتشار سلاح الدمار الشامل ووسائل ايصاله والإرهاب عبر الحدود وتهريب المخدرات. وتعتبر مجموعة العمل الروسية – الأمريكية في مكافحة الإرهاب من أهم عناصر هذا التعاون.
اما جدول العمل الإقليمي للتعاون الروسي – الأمريكي فقد تركز على دعم الجهود الدولية في مضمار اعمار العراق وأفغانستان بعد الحرب وتنشيط تسوية قضية الشرق الأوسط وكذلك تحريك المفاوضات السداسية حول القضية النووية في شبه الجزيرة الكورية.

## التعاون في المجال الاقتصادي
القاعدة التعاقدية والقانونية. تعتبر اتفاقية العلاقات التجارية بين الاتحاد السوفيتي والولايات المتحدة الموقعة في عام 1990 وبدأ تنفيذها حيال روسيا في عام 1992 الوثيقة الأساسية التي تتحكم بالعلاقات الاقتصادية والتجارية بين البلدين.
وفي عام 1993 بدأ سريان مفعول المعاهدة الموقعة في 17 يونيو/حزيران عام 1992 بين روسيا والولايات المتحدة حول تجنب الضريبة المزدوجة والحيلولة دون التهرب من الضرائب فيما يخص ضريبة الدخل والرأسمال.
وقعت معاهدة التشجيع والحماية المتبادلة لرؤوس الأموال في عام 1992 لكنها لم تبرم من قبل روسيا لأنها كانت تتجافى مع مواقف روسيا المعلنة في عملية المفاوضات الخاصة بانضمامها إلى منظمة التجارة العالمية. وقد اختتمت المفاوضات بهذا الشأن فقط بعد مرور 15 عاما.
في 19 نوفمبر/تشرين الثاني عام 2006 وقع بروتوكول اختتام المباحثات الثنائية مع الولايات المتحدة حول شروط انضمام روسيا إلى منظمة التجارية العالمية وكذلك ست اتفاقيات بين الحكومتين هي: الاتفاقية حول التكنولوجيا الحيوية الزراعية واتفاقية تجارة لحوم البقر والاتفاقية حول تفتيش المؤسسات واتفاقية تجارة لحوم الخنازير واتفاقية حماية حقوق الملكية الذهنية والاتفاقية حول تدابير منح رخص استيراد السلع الحاوية على وسائل الشيفرة.

### التبادل السلعي
تعتبر الولايات المتحدة واحدة من أكبر الشركاء التجاريين لروسيا. وازداد التبادل السعي الروسي – الأمريكي في ختام عام 2008 بنسبة 35 بالمائة وبلغ 1 ر36 مليار دولار. علما ان حجم الصادرات الروسية إلى الولايات المتحدة ازداد بمبلغ 5 ر7 مليار دولار وبلغ 8 ر26 مليار دولار بينما ازداد الاستيراد منها بمقدار 9 ر1 مليار دولار.
وازداد حجم الفائض التجاري بالنسبة إلى روسيا بنسبة 45 بالمائة (4 ر5 مليار دولار) وبلغ 5 ر17 مليار دولار، علما ان الزيادة في الصادرات من روسيا بلغت نسبة 38 بالمائة، اما استيراد السلع من الولايات المتحدة فقد ازداد بنسبة 27 بالمائة. وتشغل روسيا المرتبة الثالثة والعشرين في قائمة الشركاء التجاريين للولايات المتحدة من حيث حجم السلع.
وتحتفظ الصادرات الروسية بالتوجه نحو توريد المواد الخام، وتهيمن فيها موارد الطاقة وفي مقدمتها النفط ومشتقاته (17 مليار دولار أو نسبة 4 ر63 بالمائة من الارساليات). وتشكل نسبة كبيرة صادرات المعادن ومصنوعاتها (9 ر3 مليار دولار) ومنتجات الصناعة الكيميائية (8 ر1 مليار دولار) وكذلك المعادن والأحجار الثمينة ومصنوعاتها (6 ر1 مليار دولار).
وكانت غالبية الاستيرادات الروسية تتألف من وسائل النقل البري والمائي والجوي وقطع الغيار لها ومعداتها (7 ر2 مليار دولار) والسيارات والمعدات والآليات (6 ر2 مليار دولار) والمواد الغذائية (4 ر1 مليار دولار).
وفي نهاية عام 2008 شغلت الولايات المتحدة المرتبة الثامنة (8 ر8 مليار دولار) من حيث حجم الاستثمارات الأجنبية في روسيا (أو نسبة 3 ر3 بالمائة من الحجم العام ويقدر بحوالي 265 مليار دولار). بينما تشغل الولايات المتحدة المرتبة السادسة من حيث حجوم الاستثمارات الأجنبية المباشرة في الاقتصاد الروسي (2 ر3 مليار دولار).
ويتم توظيف الاستثمارات الأمريكية المباشرة في صناعة النفط والغاز. ويتم ذلك بصورة أساسية في مشاريع «ساخالين -1» («ايكسون موبيل») و«كونسرتيوم انابيب بحر قزوين»(«شيفرون» و«ايكسون موبيل» و«كير ماك غي»).
ويعتبر الحوار في مجال الطاقة عموما أحد الاتجاهات الواعدة للتعاون الثنائي. واتجاهات تطور التعاون الثنائي في هذا المجال هي إقامة البنية التحتية من اجل توريد النفط إلى الولايات المتحدة من محطة الشحن في بحر بارنتس واستثمار مكامن النفط والغاز في الجرف القاري في ساخالين وبضمنها القدرات الصناعية والبنية التحتية من اجل ارساليات الغاز المسيل.
وتشكل الاستثمارات الأمريكية في المجالات غير الإنتاجية بروسيا نسبة 25 بالمائة من الاستثمارات الأمريكية المباشرة الموجهة قبل كل شيء إلى القطاع المصرفي («سيتي بنك» وغيره) وقطاع التأمين («أي –أي – جي» وغيرها) وكذلك إلى مجال الخدمات المعلوماتية والاستشارية.
ونورد أدناه بعض الامثلة على ذلك:
تتعاون الشركات الأمريكية الكبرى في مجال الطيران والفضاء («بوينغ» و«لوكهيد مارتن» و«برات اند وتني») على مدى الأعوام الأخيرة تعاونا نشيطا مع المؤسسات الروسية في اطار مشاريع إطلاق الأجهزة الفضائية وإنتاج محركات الطائرات وتصميم نماذج جديدة من الطائرات.
وتبدي شركة «بوينغ» أكبر نشاط في هذا الميدان. وتنص الاتفاقية الموقعة بين وكالة الفضاء الروسية و«بوينغ» على توسيع التعاون في تنفيذ البرامج الفضائية ومجال صناعة الطائرات. ويذكر من بين أكبر المشاريع المحطة الفضائية الدولية ومنصة إطلاق الصواريخ في المحيط الخاصة بإطلاق الأجهزة الفضائية لأغراض تجارية («مورسكوي ستارت»). ويوجد في موسكو مركز التصاميم والتشكيل الذي افتتحته شركة «بوينغ» مع عدد من معاهد البحوث العلمية الروسية الخاصة بالطيران من اجل تصميم بعض أجزاء الطائرات وعقدها. وقد استثمر في المشاريع المذكورة 2 ر1 مليار دولار. كما تقدم شركة «بوينغ» المشاورات إلى شركة «طائرات سوخوي المدنية» في العمل في الاتجاهات الرئيسية لصنع الطائرة الإقليمية الروسية «سوبر جيت 100». وتوجد مشاريع أخرى.
ويزداد نشاط شركة «جنرال الكتريك» في السوق الروسية. وتعمل في روسيا حاليا جميع فروعها الحيوية. ويزداد التعاون في صناعة السيارات. وتنفذ شركة «فورد» في مدينة فسيفولجسك بمقاطعة لينينغراد منذ عام 2002 مشروع إنتاج السيارات من طراز «فوكوس»، بموجب الاتفاقية الاستثمارية الموقعة مع وزارة الاقتنصاد والتنمية الروسية في يوليو/تموز عام 1999. وبلغت القدرة الإنتاجية للمصنع 60 ألف سيارة وتجاوزت الاستثمارات مبلغ 230 مليون دولار. ويعتبر هذا المشروع أول مشروع للاستثمارات الأجنبية ينفذ في روسيا بصورة مستقلة ويعمل بموجب التكنولوجيا المتكاملة.
وتنتج شركة «جنرال موتورز» سوية مع شركة «افتوفاز» السيارة «شيفي – نيفا» الخاصة بالطرق الوعرة بمصنع السيارات في مدينة تولياتي (تبلغ قدرة إنتاج المصنع 75 ألف سيارة سنويا وكلفة المشروع 330 مليون دوزلار). وبدأ في روسيا تجميع النموذج المدني للسيارة «هامر» الخاصة بالطرق الوعرة.
ويعمل الأمريكيون بنجاح في السوق الروسية في عدة فروع مثل صناعة الاغذية والتبغ ومطاعم الخدمة السريعة.
كما يبدي البزنيس الروسي نشاطا كبيرا في السوق الأمريكية. ففي عام 2008 بلغ حجم رؤوس الأموال الروسية الموظفة في الاقتصاد الأمريكي 5 ر5 مليار دولار منها 7 ر4 مليار دولار بشكل استثمارات مباشرة.
ونذكر من بين المستثمرين الكبار: «لوك اويل» (شبكة محطات البنزين) و«نوريلسكي نيكل» (مصنع لإنتاج معادن مجموعة البلاتين) و«سيفيرستال»(عدة شركات لإنتاج الصلب ومنجم لأستخراج الفحم) و«يفرازجروب»(إنتاج الانابيب ومصنع إنتاج الفاناديوم) وغيرها.

### الحواجز التجارية
تشكل الحواجز التجارية التي تقيمها الولايات المتحدة امام روسيا عقبة كبيرة امام تطوير العلاقات التجارية المتبادلة. وقد وعدت إدارة بوش مرارا بأن تحل مشكلة إلغاء تعديل جاكسون – فينيك على قانون التجارة لعام 1974. ان بقاء هذا التعديل حتى لحظة انضمام روسيا إلى منظمة التجارة العالمية يمكن أن يؤدي إلى رفض الولايات المتحدة تنفيذ الاتفاقيات الخاصة بمنظمة التجارة العالمية. علاوة على ذلك فان التعديل يخلق ظروفا غير مناسبة بالدرجة الأولى إلى المصدرين الأمريكيين بحرمانهم من التسهيلات المتأتية عن انضمام روسيا إلى منظمة التجارة العالمية. وشكل رجال البزنيس الأمريكي ائتلافا تحت رعاية مجلس الأعمال الروسي – الأمريكي يرمي إلى العمل مع الكونغرس بغية إلغاء التعديل المذكور.
ونعيد إلى الأذهان ان تعديل جاكسون – فينيك قد حظر منح وضع الدولة الأولى بالرعاية في التجارة وتقديم قروض الدولة والضمانات الائتمانية إلى البلدان التي تنتهك أو تقيد كثيرا حقوق مواطنيها في الهجرة. كما نص التعديل على فرض تعريفات جمركية ورسوم مجحفة على سلع البلدان حيث لا يوجد اقتصاد السوق والتي يجري استيرادها في الولايات المتحدة.وقد طبق هذا التعديل شكليا بسبب فرض القيود على هجرة المواطنين السوفيت لكنه طبق أيضا ضد الصين وفيتنام وألبانيا. علما ان الاتحاد السوفيتي قد زال من الوجود منذ وقت طويل لكن الولايات المتحدة لا تلغي هذا التعديل بينما تعتبر مسألة هامة بالنسبة إلى روسيا الحصول على وضع الدولة الأولى بالرعاية (حسب المصطلح الأمريكي إقامة علاقات تجارية طبيعية)في التجارة مع الولايات المتحدة.
زد على ذلك فرضت الولايات المتحدة العقوبات ضد عدد من المؤسسات والشركات الروسية لاتهامها بالتعاون مع إيران وسورية بزعم انها تساعد على انتشار سلاح الدمار الشامل والتكنولوجيات العسكرية.
وفي نوفمبر/تشرين الثاني عام 2005 عمد جورج بوش، بسبب الوضع الصعب الذي اضحت فيه وكالة الفضاء الأمريكية (ناسا) الناجم عن حدوث مشاكل ل «المكاكيك»، مما أدى إلى عدم تنفيذ التزاماتها بموجب برنامج المحطة الفضائية الدولية، عمد إلى توقيع مشروع قانون يتضمن تعديلا على القانون «حول عدم الانتشار حيال إيران» الصادر في عام 2000 يلغي القيود السياسية على التعاون مع روسيا الاتحادية في المحطة الفضائية الدولية. وبهذا حصلت «ناسا» على إمكانية شراء المعدات والخدمات من المؤسسات والمصانع الروسية العاملة في صناعة الصواريخ والأجهزة الفضائية للفترة حتى 1 يناير /كانون الثاني عام 2012 من اجل ضمان مشاركة الولايات المتحدة في برنامج المحطة الفضائية الدولية.
ويعتبر تطبيق تدابير مكافحة التخفيض المقصود للأسعار في الأسواق العالمية حيال المصدرين الروس عاملا كبيرا في عرقلة التجارة الروسية – الأمريكية.
تم في أعقاب المباحثات الروسية الأمريكية التي جرت في موسكو على ارفع مستوى يوم 6 يوليو/تموز توقيع البيان المشترك حول التقليص والحد من الأسلحة الإستراتيجية الهجومية والبيان المشترك لرئيسي روسيا والولايات المتحدة حول الدرع الصاروخية.
وبالإضافة إلى ذلك وقع الجانبان الاتفاقية بين الحكومتين حول ترانزيت الأسلحة والمعدات والمواد العسكرية عبر الأراضي الروسية نظرا لمشاركة القوات المسلحة الأمريكية في الجهود الرامية إلى ضمان الأمن والاستقرار والاعمار في جمهورية أفغانستان الإسلامية. وتم توقيع مذكرة تطوير التعاون بين القوات المسلحة لروسيا الاتحادية والولايات المتحدة ومذكرة اقرار خطة العمل الخاصة بتطوير التعاون العسكري بين جيشي البلدين في عام 2009. ووقع الجانبان البيان الخاص بالتعاون في المجال النووي والبيان المشترك حول أفغانستان.
وبالإضافة إلى ذلك تم اقرار خطة العمل الرئاسية. وافاد سيرغي بريخودكو مساعد الرئيس الروسي ان خطة العمل هذه تتضمن التكليفات الملموسة للوزارات المعنية فيما يتعلق باتجاهات التعاون المتبادل في المجالين الاقتصادي والتجاري. وحسب قول بريخودكو فان هذه الخطة يجب أن تصبح أساسا لإقامة الحوار الاقتصادي بين الحكومتين واستحداث هيئة التنسيق اللازمة لذلك. واتخذ في اعقاب المباحثات قرار بتشكيل اللجنة الرئاسية الروسية الأمريكية الخاصة بتطوير التعاون.
هذا وتم تبادل مذكرتين حول عمل اللجنة الخاصة بشؤون الاسرى والمفقودين.
ووقع الجانبان أيضا مذكرة بين وزارة الصحة والتنمية الاجتماعية في روسيا ووزارة الصحة في الولايات المتحدة.
- وسط المواجهات الروسية الأمريكية حول العالم: وفد من گازپروم الحكومية الروسية وصل أنكوردج للتباحث في الاستثمار في مشاريع الطاقة في ألاسكا. الوفد، غير المسبوق في حجمه، يضم عدة مساعدين مباشرين لپوتين.